# 櫻田壽
櫻田 壽（さくらだ ひさし、1876年（明治9年）10月6日 – 1944年（昭和19年）6月19日）は、日本の裁判官。宮城控訴院長、広島控訴院長。

## 略歴
- 1876年 – 宮城県にて出生。明治法律学校と東京法学院を卒業後、判事検事登用第一回試験及び、弁護士試験に及第し、司法官試補に任ぜられる。
- 1903年 – 古川区裁判所判事、仙台区裁判所判事
- 1905年 – 仙台地方裁判所判事
- 1911年 – 秋田地方裁判所判事
- 1912年 – 宮城控訴院判事
- 1913年 – 大阪控訴院判事
- 1917年 - 大阪地方裁判所部長
- 1919年 - 大阪控訴院判事
- 1921年 – 広島控訴院部長、文官普通懲戒委員、公証人懲戒委員
- 1923年 – 松江地方裁判所長
- 1924年 – 大審院判事
- 1925年 – 高等官二等、新潟地方裁判所長
- 1930年 – 高等官一等
- 1931年 – 福岡地方裁判所長
- 1934年 – 大阪地方裁判所長
- 1934年 – 宮城控訴院長
- 1937年 - 広島控訴院長[2]
- 1939年 - 退職[3]